# Der Anwalt
Der Anwalt  è una serie televisiva tedesca ideata da Gerd Oelschlegel e Fritz Puhl e prodotta dal 1976 al 1978 dalla Elan-Film Gierke & Co. Interpreti principali sono Heinz Bennent, Wolfgang Kieling, Ulrike Blome, Thekla Carola Wied, Angela Hillebrecht e Monika Rasky; la regia è di Heinz Schirk e Theodor Grädler.
La serie consta di 3 stagioni, per un totale di 39 episodi (13 per stagione) , della durata di circa 35 minuti ciascuno. Il primo episodio intitolato Die Hausbesetzung, fu trasmesso in prima visione dalla ZDF il 1º aprile 1976; l'ultimo, intitolato Teufelskreis, andò in onda in prima visione il 10 agosto 1978.

## Descrizione
Protagonisti della serie sono l'avvocato Wetzlar (nella prima stagione) e, in seguito (nella seconda e terza stagione), l'avvocato Colmar, affiancati dalle loro segretarie, rispettivamente la Sig.rina Lattman e la Sig.rina Jeske, che offrono la propria assistenza ai loro clienti in beghe giudiziarie che vanno da multe non pagate, patenti scadute, ecc.
Le vicende sono basate su fatti realmente accaduti.

## Produzione
La serie fu ispirata ai casi affidati alla tutela di un avvocato di Colonia, il Dott. Georg Meinecke, presidente dell'associazione mondiale per i diritti delle persone. Lo stesso Meinecke collaborò nella stesura delle sceneggiature, fornendo lo spunto a Gerd Oelschlegel e Fritz Puhl.

## Episodi
| Stagione         | Episodi | Prima TV Germania | Prima TV Italia |
| ---------------- | ------- | ----------------- | --------------- |
| Prima stagione   | 13      | 1976              | inedita         |
| Seconda stagione | 13      | 1977              | inedita         |
| Terza stagione   | 13      | 1978              | inedita         |